# 聖弗蘭西斯科德約霍阿
聖弗蘭西斯科德約霍阿（San Francisco de Yojoa），是洪都拉斯的城鎮，位於該國西北部，由科爾特斯省負責管轄，始建於1887年，面積98.65平方公里，海拔高度271米，2001年人口13,968，人口密度每平方公里141.59人。
15°01′N 87°58′W / 15.017°N 87.967°W